# Monumenti di Bitonto

## Architetture religiose
Bitonto ha in totale 35 chiese, tra cui le più importanti la Concattedrale e la Basilica dei Santi Medici, 2 chiese, dell'Addolorata e dell'Immacolata, rispettivamente a Mariotto e a Palombaio, 6 cappelle, 6 monasteri, un convento e un'abazzia, più il Sedile di Sant'Anna, per un totale di 52 architetture religiose.

### Duomo

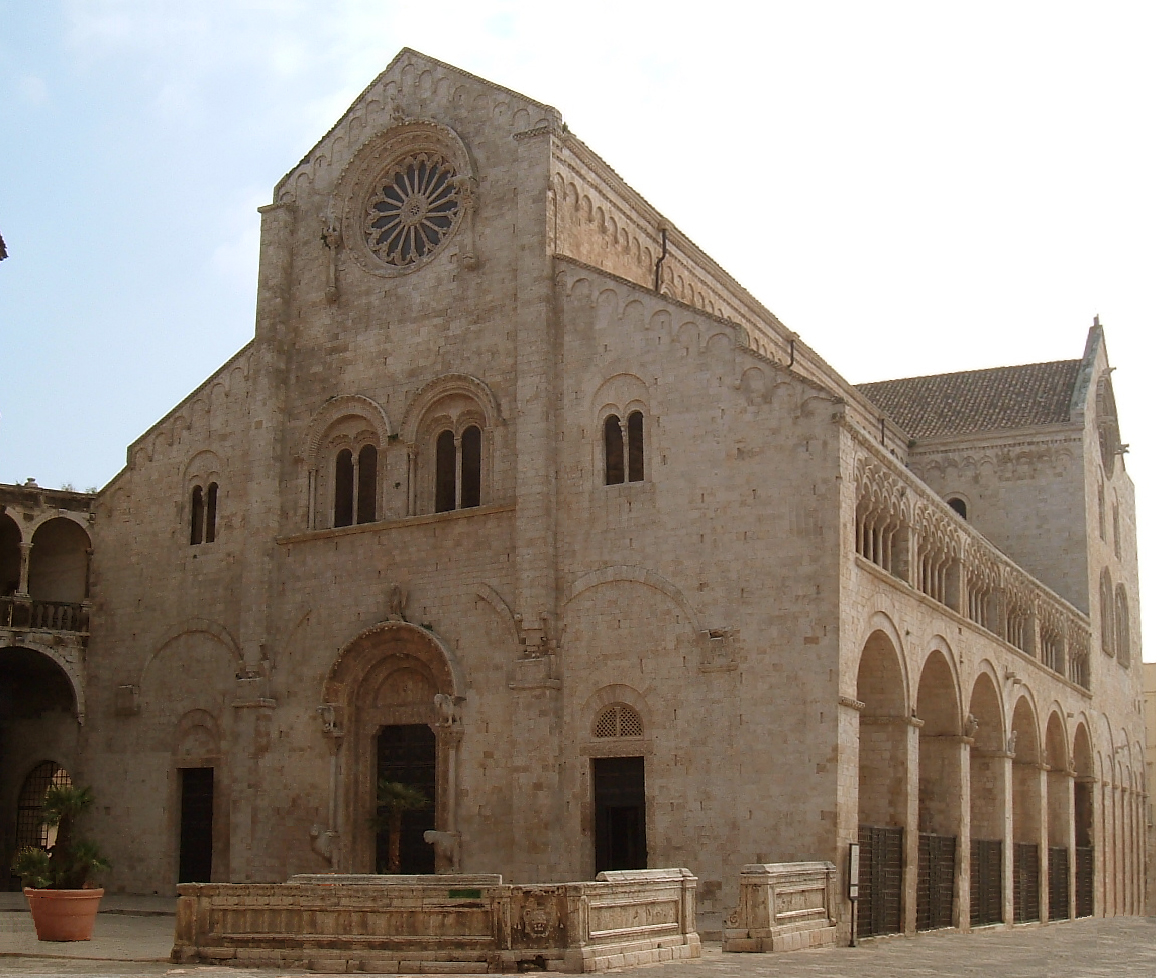
La concattedrale

Il Duomo, dedicato a San Valentino, è stato innalzato tra l'XI e il XII secolo in stile romanico pugliese.
La facciata è tripartita da lesene per tutta l'altezza ed è dotata di tre portali. La ricca decorazione scultorea del portale centrale, delle quattro bifore del registro superiore e del rosone a sedici raggi riprende scene del Nuovo Testamento e motivi zoomorfi. Lungo il fianco destro, caratterizzato da un esaforato e profondi arconi, si apre la Porta della Scomunica, così detta perché nel 1227 papa Gregorio IX vi scomunicò Federico II.
L'interno, con pianta a croce latina, è diviso in tre navate absidate. Notevoli il soffitto a capriate lignee con decorazione policroma e l'ambone federiciano, decorato con paste vitree secondo modelli islamici e recante i bassorilievi degli imperatori svevi. La cripta conserva i resti di una chiesa precedente (databili a partire dal V secolo), tra i quali un brandello di mosaico raffigurante un grifone, risalente all'XI secolo.
Nella cattedrale sono conservati i simulacri dell'Addolorata e di Maria Immacolata, patrona della città.

### Chiesa di San Francesco d'Assisi

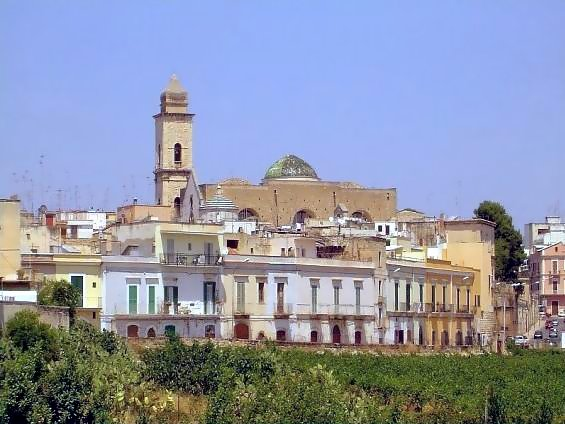
La chiesa di San Francesco la Scarpa nel centro storico

La chiesa di San Francesco d'Assisi, detta della Scarpa, fu costruita ai limiti del centro storico nel 1283. Secondo la tradizione fu costruita a testimonianza della visita, nel 1222, di san Francesco d'Assisi con il suo confratello Luca da Bitonto, primo provinciale dei francescani in Terra santa. La chiesa fu costruita nel punto più alto di Bitonto sulle rovine del tempio romano di Minerva. Sino al XIX secolo l'edificio fu affidato ai frati francescani, che nei pressi vi costruirono un convento e un seminario. La chiesa venne chiusa al culto nel 1970.
La facciata, in stile tardo romanico, si caratterizza per un portale con arco a sesto acuto e sormontato da un archivolto con decorazioni floreali e di buoi, in omaggio alla famiglia Bove che promosse l'edificazione della chiesa, e per un'ampia trifora sorretta da colonnine, pure racchiusa in un arco a sesto acuto. Sono affiancati alla facciata il cappellone cinquecentesco munito di cupola e un campanile seicentesco, suddiviso in tre registri da cornici marcapiano e sormontato da una cupola a bulbo.

### Chiesa di San Gaetano da Thiene

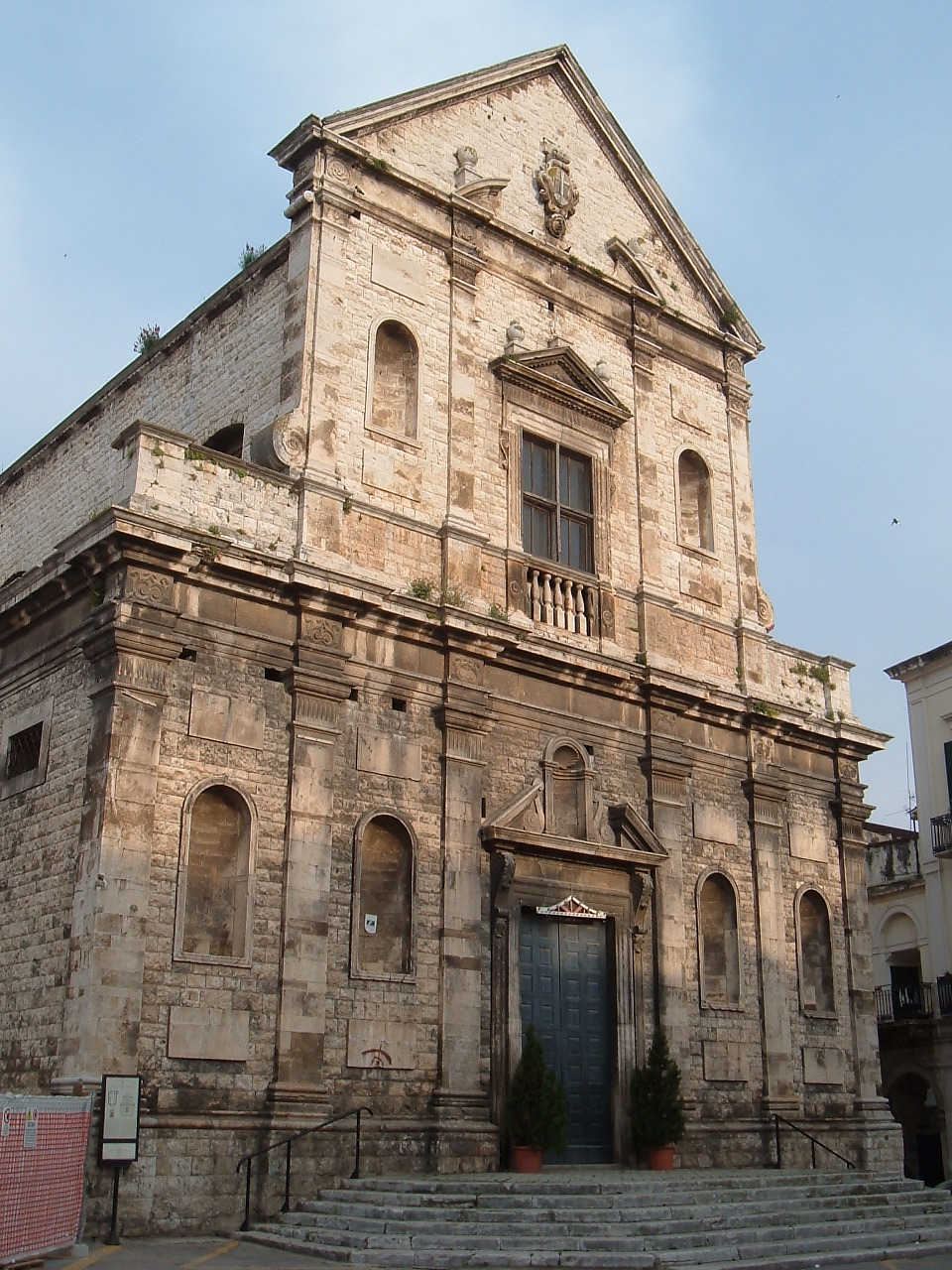
La facciata della chiesa di San Gaetano

Commissionata dai Teatini nel 1609 e realizzata secondo il progetto di Dionisio Volpone di Parabita, fu eretta in piazza Cavour in stile barocco sull'antico palazzo dell'Universitas. La struttura venne consacrata nel 1730.
Una cornice marcapiano suddivide la severa facciata in bugnato in due registri. Il primo è scandito da sei lesene: le due centrali inquadrano il portale sormontato da un timpano spezzato, mentre a destra e a sinistra si aprono due coppie di nicchie. Altre due nicchie si affiancano al finestrone centrale munito di balaustra, che caratterizza il secondo registro della facciata. Questa si chiude con un timpano recante lo stemma dei Teatini. L'interno si compone di un'unica luminosa navata, terminante in tre absidi e delineata da quattro arcate per lato in cui si aprono altrettante cappelle. Notevole l'altare in pietra del 1696 nella prima cappella a destra, patronato della famiglia Sylos-Sersale. Gli affreschi sulle pareti della navata riportano immagini di santi.
I numerosi affreschi del soffitto ligneo sono opera del pittore bitontino Carlo Rosa; essi raffigurano eventi della vita di San Nicola di Bari e di San Gaetano da Thiene a cui la chiesa è dedicata.
Nella chiesa sono conservati i simulacri di San Giuseppe, della Madonna della Salute e San Gaetano da Thiene e Sant'Andrea Avellino compatroni della città.

### Chiesa del Crocifisso
Edificata dal 1664, in luogo di una cappella rurale, su progetto di Carlo Rosa, che ne curò anche la decorazione interna, la chiesa presenta un'originale pianta a croce greca con cupole in asse ricoperte di chianchette.
Il registro inferiore della facciata riecheggia i modelli classici, con lesene doriche e cornice a metope e triglifi; quello superiore, caratterizzato da una cornice spezzata su cui si innestano colonne ioniche che reggono un timpano curvilineo, presenta uno stile più vicino all'architettura barocca. L'interno, interamente affrescato, è opera di Carlo Rosa e degli allievi Nicola Gliri, Giuseppe Luce e Vitantonio de Filippis, che dopo la sua morte ne completarono il progetto.

### Chiesa del Purgatorio

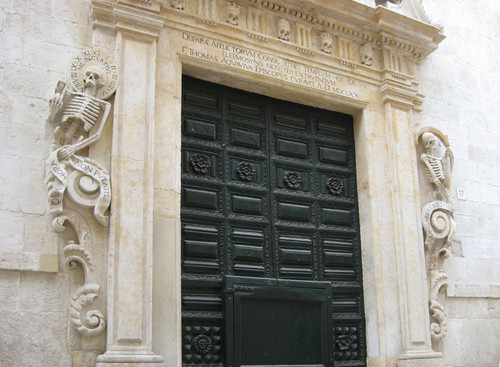
Le decorazioni del portale della chiesa del Purgatorio

Nelle vicinanze del palazzo Sylos-Calò. La chiesa ha un portale ornato da figure scheletriche e anime penitenti, come voluto dalle regole della Controriforma. La costruzione ebbe inizio nel 1670 su disegno di Michelangelo Costantino, architetto anche del mausoleo Carafa in Cattedrale, e fu consacrata nel 1688 dal vescovo Massarenghi.
Il portale presenta linee architettoniche che si adattano alla facciata. Le lesene del portale sono arricchite da scheletri umani di dimensioni reali. Altri scheletri si trovano sul timpano dello stesso portale, accompagnati da angeli e anime del purgatorio. L'interno della chiesa è ad un'unica navata delimitata da arcate.
L'edificio conserva un reliquiario risalente al XVII secolo alcune tele e un'effigie della Madonna. La chiesa raccoglie anche le statue esposte durante la Settimana Santa. Recentemente è stata sottoposta a restauro, con la pulizia dell'esterno.
La chiesa è sede dell'Arciconfraternita di Santa Maria del Suffragio.
Nella chiesa sono custoditi i simulacri della Madonna Addolorata, del Cristo morto e di Sant'Anna.

### Chiesa di San Domenico

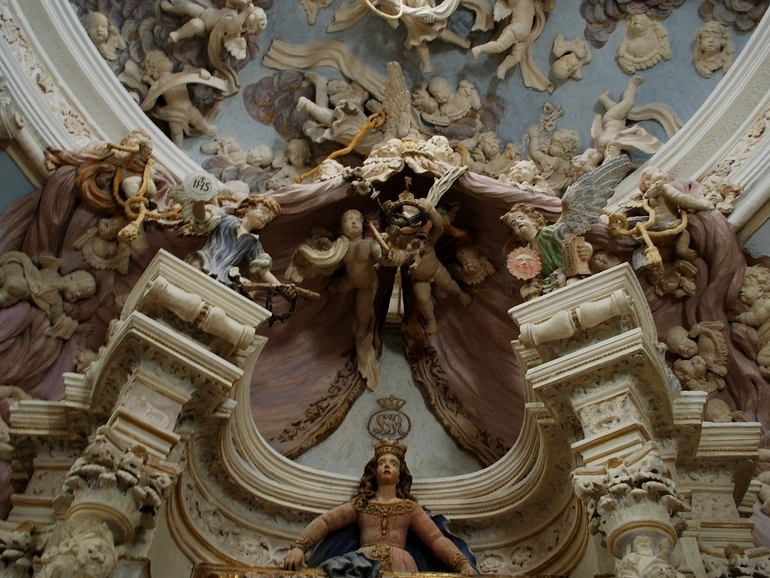
Particolare della cappella dei Misteri, nella chiesa di San Domenico

La chiesa di San Domenico fu costruita per volere dei domenicani che nel 1258 decisero di costruire un convento dedicato al loro Santo. Ai frati fu concesso un piccolo chiostro e una chiesa dedicata a San Nicola su cui ve la costruirono. La chiesa venne consacrata nel 1302. La chiesa è formata da tre campate che sorreggono altrettante cupole emisferiche.
La terza campata fu allargata nel corso del XVIII secolo trasformando la pianta della chiesa a croce latina. Così si sono realizzate due cappelle: una chiamata cappella dei Misteri, dove sono collocate le statue, realizzate nel XVII secolo, che sfilano durante la processione del venerdì Santo, l'altra, dedicata a San Domenico, decorata e scolpita riccamente dalle maestranze locali secondo il gusto barocco. Nel 1809 la chiesa fu requisita e divenne sede comunale fino al 1934. Il valore artistico delle due cappelle fanno della chiesa uno degli esempi più importanti del barocco pugliese, al di fuori del contesto salentino.
Nella chiesa sono conservati i simulacri di San Domenico, San Vincenzo, della Madonna del Rosario, di Sant'Antonio da Padova, di San Rocco e le statue dei Misteri, nell'omonima cappella.

### Chiesa di Santa Maria del Popolo (Santa Teresa)

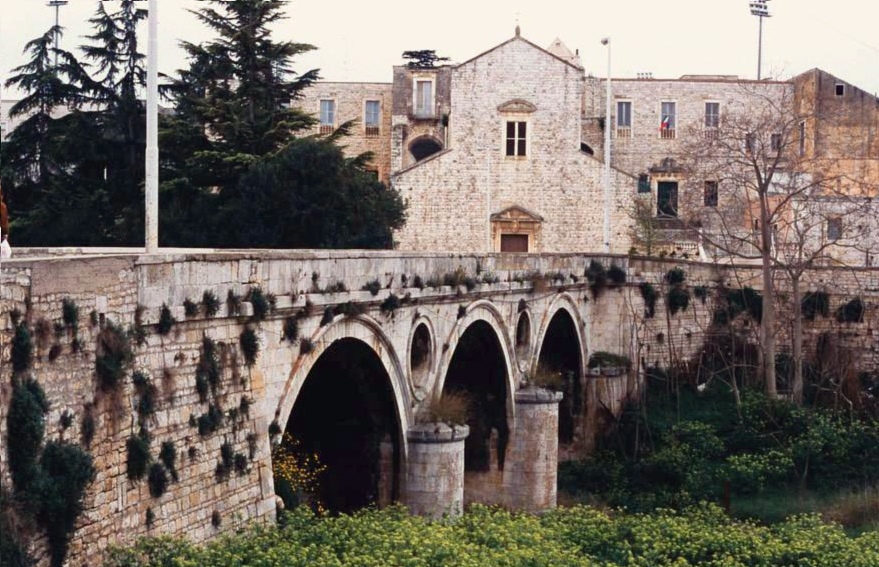
La chiesa di Santa Teresa ripresa da porta Pendile

La chiesa di Santa Maria del Popolo, detta pure di Santa Teresa perché nel 1702 fu concessa ai teresiani, venne costruita nel 1601. Alla severa facciata, che riprende i modelli del romanico pugliese, fa da contraltare l'interno fastosamente decorato con stucchi, marmi, cornici e festoni. Dell'adiacente monastero settecentesco è notevole il ricco portale. Il monastero è sede del Liceo Classico e Linguistico "Carmine Sylos".

### Abbazia di San Leone
I primi documenti che affermano l'esistenza della fondazione benedettina risale al 1148. Mentre al 1197 risale il primo documento che attesta la presenza di una fiera annuale: la fiera di San Leone che, nel corso del tempo, ha acquisito una certa fama, tanto da essere citata nel Decameron di Boccaccio. Con il passare del tempo l'abbazia acquisì sempre maggiore importanza e Ferdinando I nel 1494 la sopraelevò a Badia Regale, donandogli, tra l'altro il feudo di torre quadra, sulle murge bitontine. Passò successivamente ai cistercensi e agli olivetani.
Il chiostro di cui è dotato è del 1524 e risalta lo stile rinascimentale, con colonne di gusto Veneto-dalmata. Nel 1809 fu soppressa e nel 1810 fu danneggiata a seguito della costruzione di un'arteria stradale. Restaurata nei primi anni del Novecento, conserva anche un coro affrescato.

### Basilica dei Santi Medici

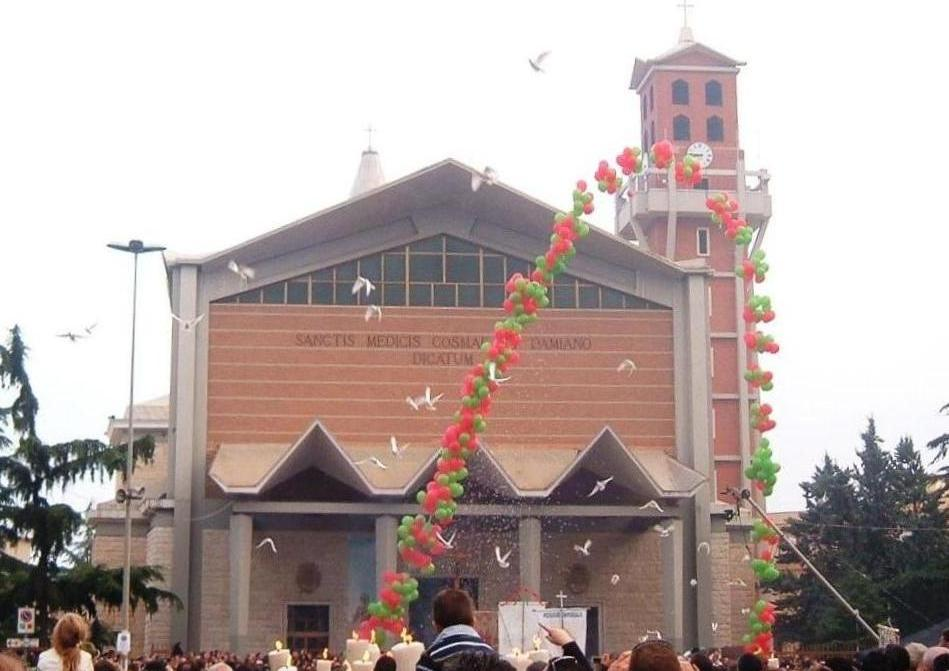
Facciata della basilica durante l'uscita dei Santi Medici.

Edificata a partire dal 1960 e consacrata dal vescovo di Bitonto Aurelio Marena nel 1973, il 4 aprile 1975 venne elevata a basilica minore da papa Paolo VI. Vi sono contenute la statua e le reliquie dei santi Medici Cosma e Damiano, attestate a Bitonto sin dal XVI secolo e in precedenza ospitate presso la chiesa di San Giorgio, divenuta insufficiente ad accogliere i numerosi pellegrini.
Nella basilica sono conservati i simulacri dell'Angelo custode e di San Lorenzo.

### Altre architetture religiose

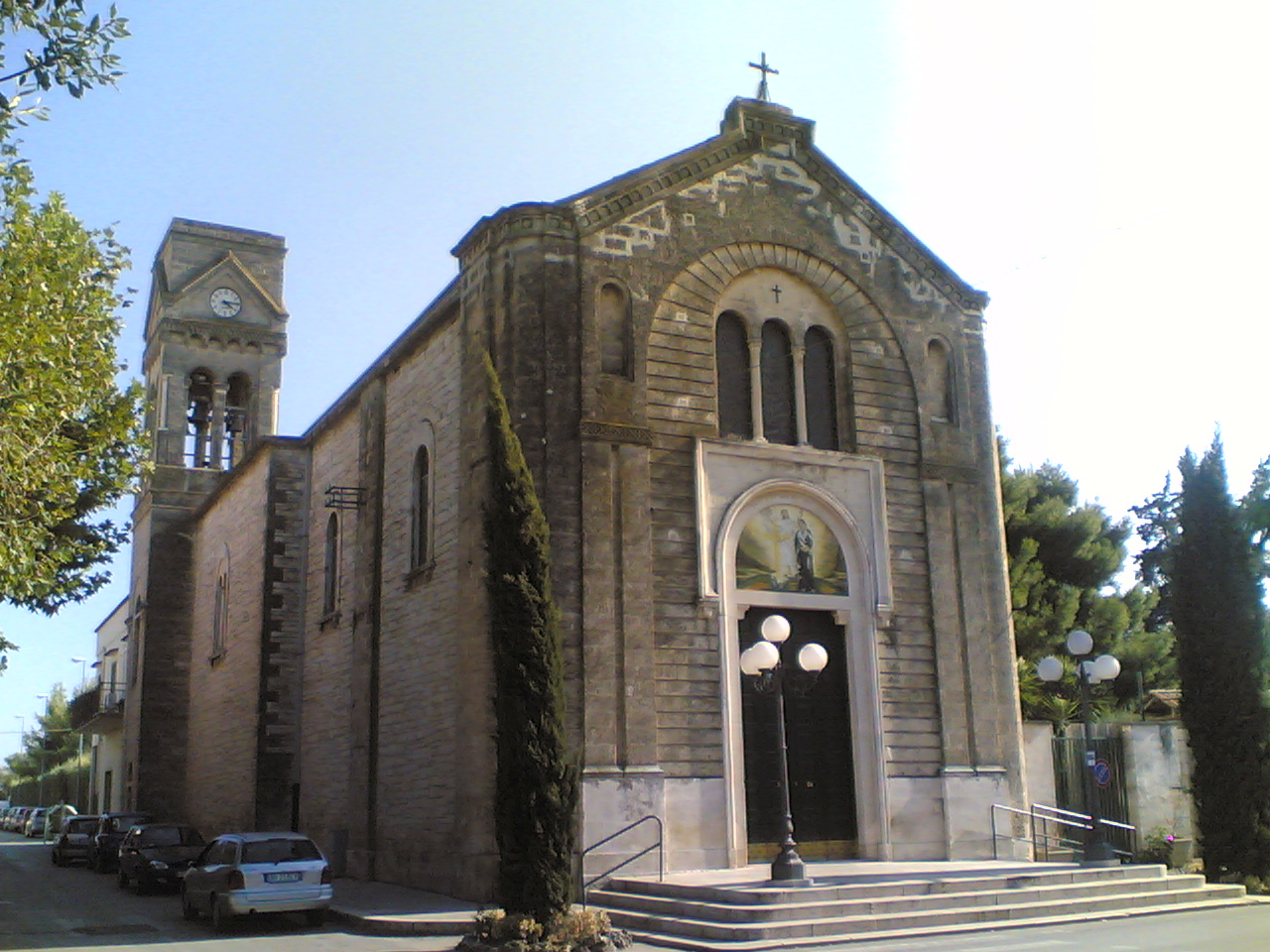
La chiesa dell'Addolorata a Mariotto

- Cappella di Santa Maria degli Angeli
- Cappella di Santa Maria di Costantinopoli
- Cappella di San Matteo evangelista
- Cappella di San Michele Arcangelo
- Cappella di San Gennaro
- Cappella di San Rocco
- Chiesa dei Santi Martiri di Abitene
- Chiesa di Sant'Andrea Apostolo
- Chiesa di Santa Caterina d'Alessandria
- Chiesa di San Francesco da Paola
- Chiesa di Sant'Egidio Abate
- Chiesa di San Giacomo
- Chiesa di San Giorgio Martire
- Chiesa di San Giovanni Evangelista
- Chiesa di San Leucio
- Chiesa di San Leucio Vecchia
- Chiesa di San Luca evangelista
- Chiesa di Santa Maria Annunziata
- Chiesa di Santa Maria del Carmine
- Chiesa di Santa Maria della Chinisa (Cristo Re)
- Chiesa di Santa Maria delle Grazie (chiesa di campagna)
- Chiesa di Santa Maria delle Marteri (San Michele Arcangelo)
- Chiesa di San Paolo apostolo
- Chiesa di Santa Maria delle Vergini
- Chiesa di Santa Lucia
- Chiesa di San Pietro in Vincoli
- Chiesa di San Pietro Nuovo
- Chiesa di Santa Maria alla Porta (Santa Rita da Cascia)
- Chiesa di San Silvestro Papa
- Chiesa dello Spirito Santo
- Chiesa di San Valentino
- Chiesa del Sacro Cuore di Gesù
- Chiesa del Santissimo Sacramento
- Chiesa dell'Addolorata (nella frazione di Mariotto)
- Chiesa dell'Immacolata (nella frazione di Palombaio)
- Sedile di Sant'Anna
- Convento dei Cappuccini
- Convento di Santa Maria della Chinisa
- Convento dei Paolotti
- Convento di Santa Maria del Carmelo
- Convento del Sacro Cuore di Gesù
- Convento francescano di San Leone Magno
- Monastero benedettino di Santa Maria delle Vergini

## Architetture civili
Oltre alle numerose chiese, il centro storico di Bitonto presenta molti palazzi in stile romanico pugliese e rinascimentale, tra cui ricordiamo i palazzi Sylos-Vulpano e Sylos-Calò. Importanti anche altri palazzi del '600, '700 e '800 e il Teatro Traetta

### Palazzo Sylos-Vulpano

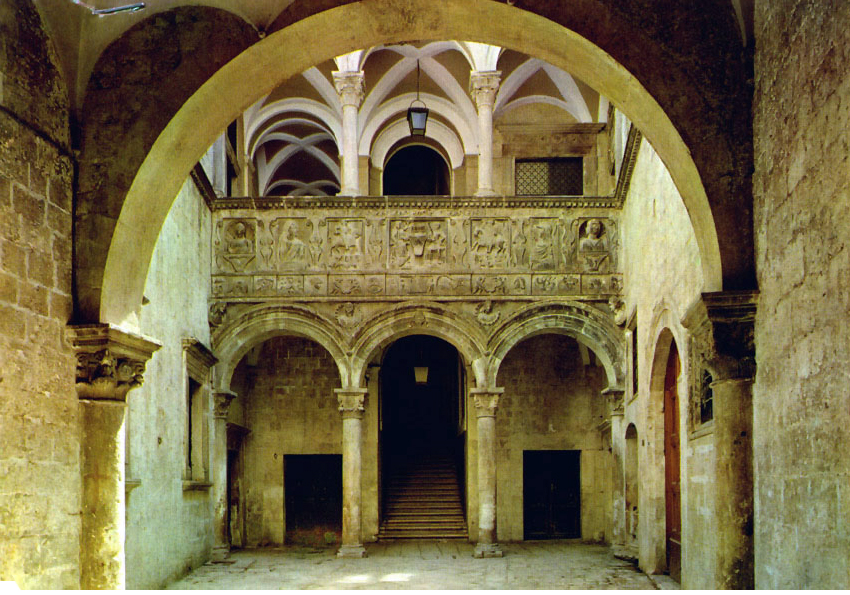
Cortile del Palazzo Sylos-Vulpano

Oggi monumento nazionale, il palazzo fu costruito nella seconda metà del Quattrocento per volere di Giovanni Vulpano, riutilizzando forse una torre medievale del XII secolo. Oltre il portale con elementi tardo-gotici aragonesi, si apre un cortile che riprende lo stile rinascimentale napoletano dove, nel fregio, diversi personaggi del casato sono raffigurati insieme a condottieri e imperatori romani. Allo stemma della famiglia Vulpano si aggiunse quello della famiglia Sylos, quando con l'estinzione della prima questa divenne proprietaria del palazzo.

### Palazzo Sylos-Calò

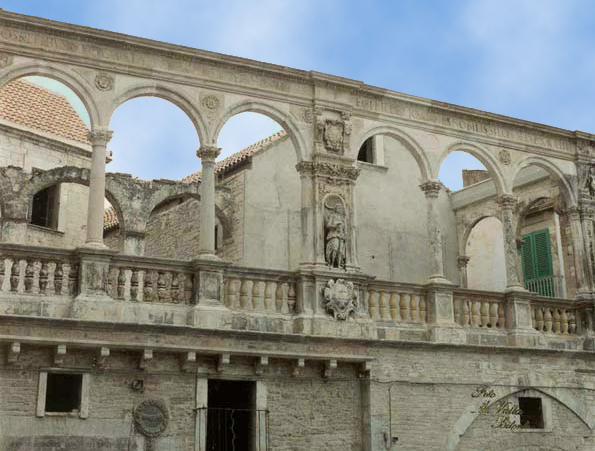
Loggiato del palazzo Sylos Calò.

Edificata tra il 1529 e il 1583 da Giovanni Alfonso Sylos, in stile tardo-rinascimentale, la residenza nobiliare ha una facciata irregolare sulla quale si apre un portale inquadrato da lesene e con due effigi imperiali sotto il cornicione. Il loggiato, realizzato su due livelli, è stato considerato l'espressione più ricca del Rinascimento pugliese. Il porticato si erge su otto colonne; l'androne è coperto da volte ribassate con lunette e presenta colonne lisce con capitelli corinzi, ripresi dal rinascimento fiorentino. Dal 2009 l'edificio ospita la Galleria nazionale della Puglia, che custodisce una ricca collezione di dipinti di arte moderna donata allo Stato da Girolamo e Rosaria De Vanna.

### Palazzo De Ferraris-Regna

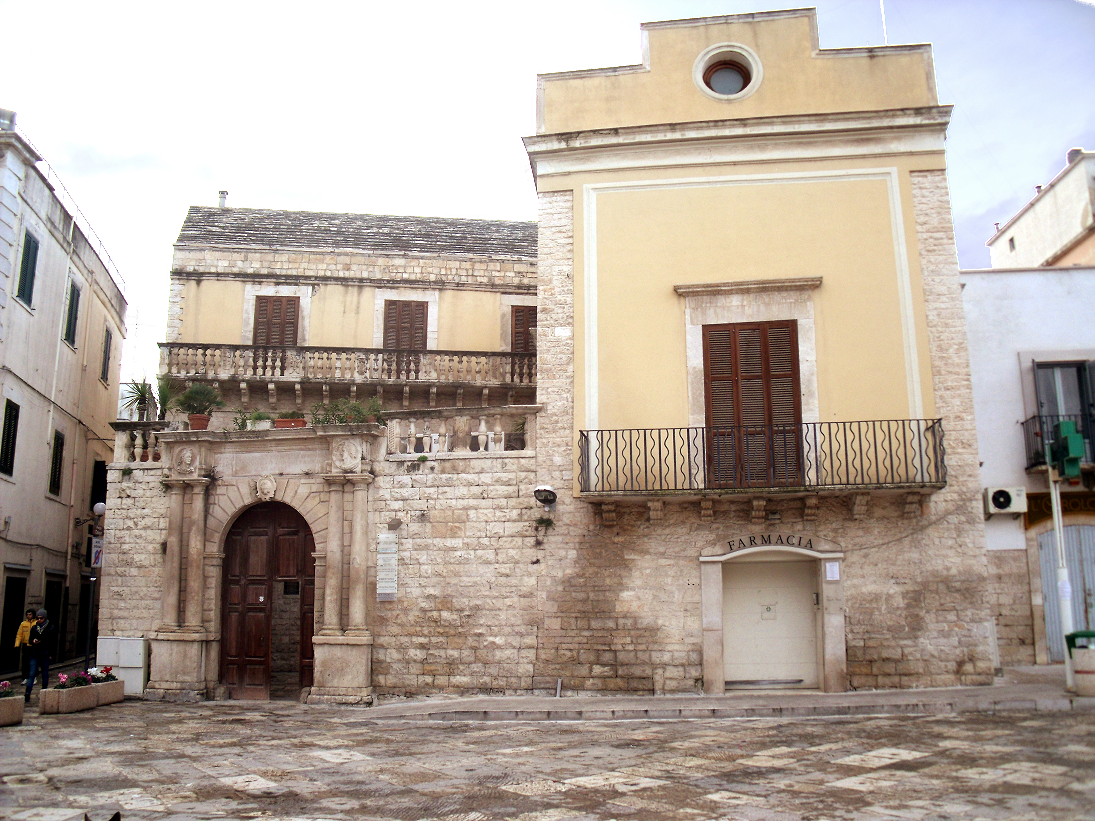
Facciata del palazzo De Ferraris-Regna.

Il nucleo originario risale al XIV secolo e fu realizzato dai De Ferraris, nobile famiglia genovese che si stanziò nel XIV secolo a Bitonto.
Anticamente il palazzo si estendeva fino all'Arco Pinto. Tra il 1586 e il 1639 fu ricostruito per volere della famiglia Regna (giunta a Bitonto nel XIII secolo con Paolo Regna, preso in ostaggio a Milano da Federico II).
Il palazzo presenta un portale con colonne di ordine dorico poggianti su un semplice basamento. I loggiati interni sono realizzati in epoche diverse: il primo piano e il cortile risalgono al XIV secolo, mentre il piano superiore è più recente. Le finestre sono state trasformate in seguito in balconi. Il portale è in stile tardorinascimentale, con la data (1586) incisa sul portale stesso.

### Palazzo De Lerma

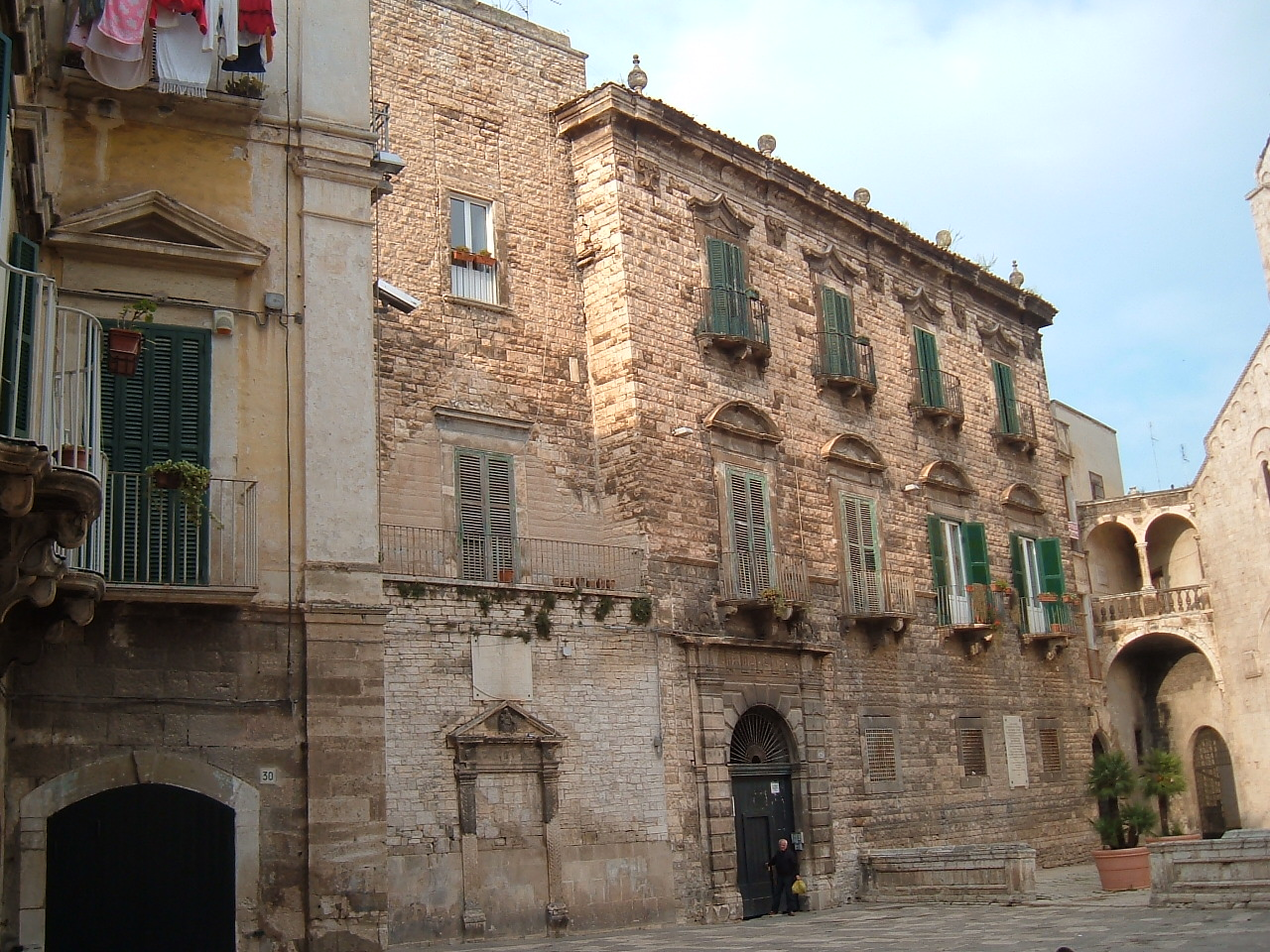
Facciata del palazzo De Lerma

Fu fatto costruire accanto alla concattedrale, in un'area precedentemente inclusa nelle proprietà del vescovo nel XVI secolo, da Girolamo De Lerma, duca di Castelmezzano e appartenente ad una famiglia giunta in Italia dalla Spagna verso il 1500. Sulla sua destra preesisteva la chiesetta della Santa Maria della Misericordia, della quale si conserva il portale principale (risalente al 1586) con, sulla parte superiore, il bassorilievo di una pietà.
Il palazzo è coronato da un ricco cornicione ed è in stile rinascimentale anche se successivamente vi furono delle trasformazioni e delle aggiunte in stile barocco, cui seguì l'aggiunta dei balconi nel XVIII secolo. La facciata del palazzo è prospiciente con il sagrato della concattedrale e tra di essi vi è una loggia cinquecentesca chiamata loggia delle benedizioni. Essa è realizzata in stile rinascimentale ed è posizionata ad angolo.

### Villa Sylos
La villa Sylos, detta comunemente "La Contessa", è un complesso residenziale costituito da una torre d'avvistamento, un portico, la villa, e una piccola chiesa intitolata a San Tommaso. La torre risale al XV secolo. A pianta rettangolare, si sviluppa su più livelli e termina con un tetto a falda. Addossata alla torre è il portico con volta a crociera. La villa si sviluppa su una pianta a "L" ed è dotata di diverse stanze, alcune delle quali si sviluppano su più livelli, e sono coperte talune da volte a botte, altre da volte a crociera, altre ancora da solai piani.
La facciata nord-ovest comprende tre finestre e una più piccola nell'angolo a sinistra. Il vano di ingresso è abbastanza semplice, costituito da due stipiti e un architrave terminante con una cornice. Sull'architrave è apposto poi lo stemma della famiglia Sylos-Labini. Il lato nord-est presenta una finestra e un'apertura. Il vano di ingresso è simile al precedente con l'aggiunta della seguente iscrizione al di sotto della cornice:  MATHILDIS SILOS LABINA / REST. ANNO DOMINI MCMXXVIII. Il lato sud-est è composto da tre finestre grandi e una più piccola, similmente al prospetto nord-ovest. Affiancato a questo prospetto vi è il portico, che si sviluppa su un livello ed è formato da 5 campate e tetto piano. Il lato sud-ovest è invece è invece di epoca superiore e si sviluppa su più livelli. Dalla torre parte, infine, un viale che porta alla chiesetta di San Tommaso in pianta quadrata e coperta da volta a crociera.

### Altre architetture civili
- Casa Grottola
- Masseria Boquicchio
- Palazzo Sylos-Sersale,
- Palazzo Spinelli-Regna
- Palazzo Bovio
- Palazzo Termite
- Palazzo Sisto
- Palazzo Rogadeo
- Palazzo Alitti
- Palazzo Gentile
- Palazzo Luise-Pannone
- Villa Ferrara
- Villa Rogadeo

### Teatro Traetta

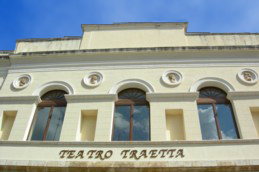
La facciata del teatro.

Il teatro è situato ai margini del centro storico cittadino proprio a ridosso delle mura urbiche. La facciata è divisa sostanzialmente in due parti. La parte inferiore è in pietra, mentre la superiore è in intonaco. Nonostante le ridotte dimensioni ripropone la forma all'italiana e contiene tre ordini di palchi, un loggione, la galleria, una platea e un ampio palcoscenico.
Una prima proposta di costruzione di un teatro che fosse aperto al pubblico, e quindi comunale, fu lanciata nel 1820, ma fallì. Tuttavia a partire dal 1835, un teatro nuovo per la città, fu costruito per volere di ventuno famiglie nobili di Bitonto, che desideravano un «teatro comodo e ben disposto pel sollazzo del pubblico», fu inaugurato nel 1838 con la messa in scena dell'opera Parisina di Gaetano Donizetti. Si trattava del primo teatro stabile della provincia di Bari.
Acquisito al patrimonio comunale nel 1989 e riaperto nel 2005 dopo un cinquantennio di chiusura, è stato intitolato nell'occasione al musicista bitontino Tommaso Traetta.

## Architetture militari

### Mura
Le mura della città oggi costeggiano gran parte del centro storico e in origine erano dotate di cinque porte e ventotto torri fra cilindriche, quadrate, maggiori e minori. La fortificazione della città risale al periodo normanno. In questo periodo infatti, si ha la costruzione di gran parte del tratto murario che costeggia il centro storico, nonché delle torri a base quadrata e delle cinque porte:
- Porta Pendile, situata nei pressi della chiesa di Santa Maria della Porta (Santa Rita), nella parte occidentale e così chiamata perché in passato dava su una zona in "pendio";
- Porta Nova, situata al limite nord del centro storico, nei pressi della chiesa di Santa Maria Annunziata, così chiamata perché fu l'ultima porta ad essere innalzata;
- Porta Robustina, che deve il suo nome alla città verso cui è rivolta, Rubis, l'attuale Ruvo, pertanto situata nella parte nord-occidentale;
- Porta la Maja, chiamata anche Porta del Carmine sia perché si trova di fronte alla chiesa della Madonna del Carmine sia perché è sormontata da una statua della stessa. Inoltre sulla parte sinistra della Porta vi è l'iscrizione Ianua Carmeli (Porta del Carmelo). È situata nella parte meridionale del centro storico, rivolta verso il torrente Tiflis (in dialetto la Maijn, da cui la Maja);
- Porta Baresana, situata nella parte nord-orientale del centro storico, è la più grande e meglio conservata. Il nome deriva dall'orientazione verso Bari - Santo Spirito. Era anche detta Porta della Marina perché rivolta verso Santo Spirito, antica frazione a mare dei bitontini.

Particolarmente importanti le porte baresana e robustina, in quanto esistenti già dall'epoca romana (seppure la baresana, allora, non era come le vediamo oggi), quand'erano attraversate dalla Via Traiana.
Durante il periodo angioino la difesa della città non fu trascurata; furono, infatti, innalzate le torri cilindriche, tra cui il torrione, la torre più imponente e la più resistente, e restaurate porta Pendile e porta Robustina. Tra il XVI e XVII secolo, furono attuati dei restauri e reintegrazioni, interventi si ebbero nel tratto tra Porta La Maja, piazza Castello e Vico Goldoni, portando quest'ultimo tratto di mura in avanzamento rispetto al vecchio allineamento normanno.
Fu realizzato il Trione, cioè un torrione, posto sull'estremo orientale della città antica, laddove probabilmente sorgeva una torre più vecchia. Oggi delle mura, rimangono lunghi tratti che delimitano la parte meridionale del centro storico mentre della parte settentrionale rimane ben poco. Delle cinque porte originarie ne rimangono solo due: porta la Maja è comunemente chiamata porta del Carmine per il basso rilievo raffigurante la Madonna del Carmine presente nella parte alta della porta. A porta Baresana sono state aggiunte una statua dell'Immacolata Concezione e due orologi. Infine sono ancora presenti diverse torri, tra cui il torrione angionino.

#### Porta Baresana

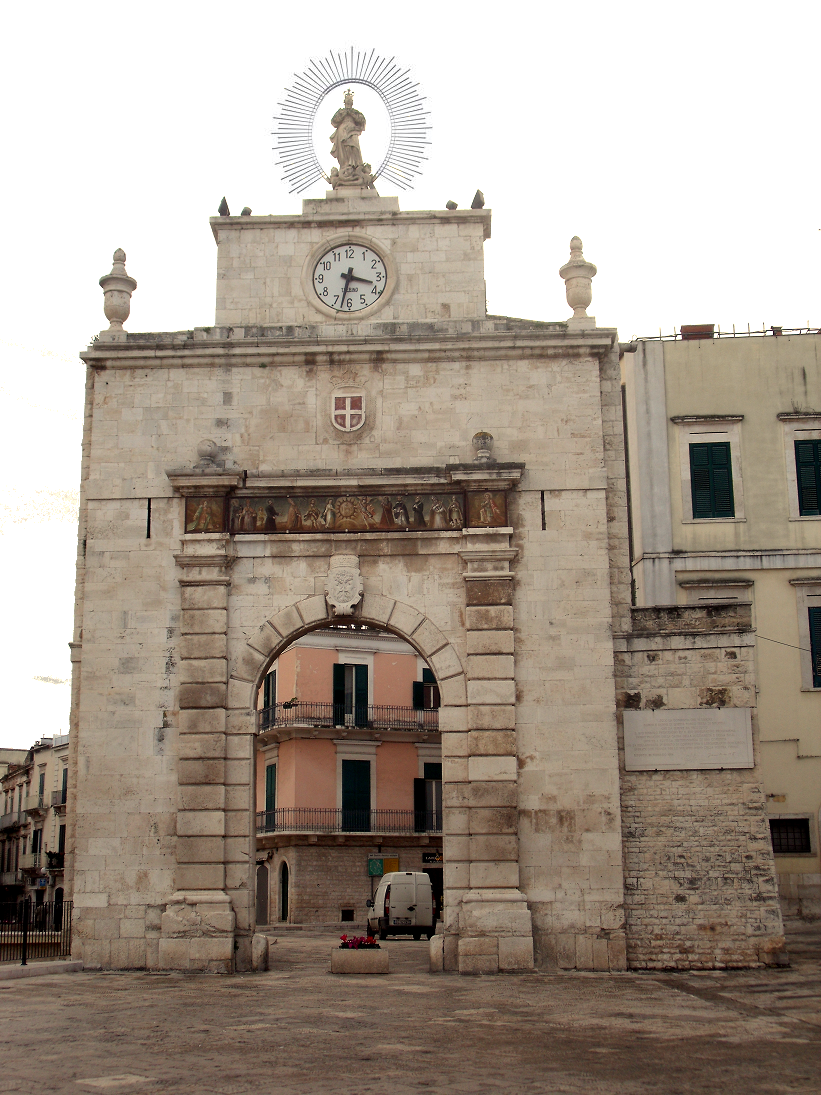
Facciata anteriore di porta Baresana

Il nome originario era "Porta della marina", perché sita in direzione della ex marina bitontina Santo Spirito. Con lo scippo di Santo Spirito nel 1928 da Bitonto a Bari, per opera del podestà fascista di Bari (1926-1928), Araldo di Crollalanza (successivamente anche ministro dei lavori pubblici), la porta assume il nome di "Baresana" in quanto diviene la porta di accesso alla città per chi viene da Bari. Fu costruita presumibilmente nel XVI secolo. Tuttavia un secolo più tardi fu ricostruita in seguito ad un crollo o comunque ad un danneggiamento, conservando, nella facciata anteriore, uno stile rinascimentale. Sempre nella facciata esterna si nota, in cima, la statua dell'Immacolata Concezione, aggiunta nel 1834. Sulla sua base è incisa la dicitura POSUERUNT ME CUSTODEM.
Più in basso si nota invece il vano dell'orologio aggiunto nel Novecento insieme all'annessa campana nascosta dietro la statua dell'Immacolata. Agli spigoli si notano gli acroteri seicenteschi. Sotto l'orologio è presente uno stemma dei Savoia che sostituisce uno stemma della città aggiunto nel 1551 in occasione del riscatto della città dal feudatario. Lo stemma sabaudo fu apposto in luogo dello stemma della città dopo l'unificazione d'Italia. L'accesso è costituito da un arco a tutto sesto affiancato da paraste terminanti in un architrave. Su questo è stata aggiunta la copia di una predella policroma, un dipinto rappresentante i santi protettori della città. Ai lati del vano dell'orologio, si notano gli acroteri aggiunti presumibilmente nel XVII secolo.
La facciata retrostante presenta un fornice a ghiera affiancato da paraste in bugnato, similmente alla facciata esterna ma con degli zoccoli di basamento più alti. Sull'architrave si erge il timpano in cui è situato, nel mezzo, il secondo quadrante dell'orologio.

#### Porta La Maja o del Carmine

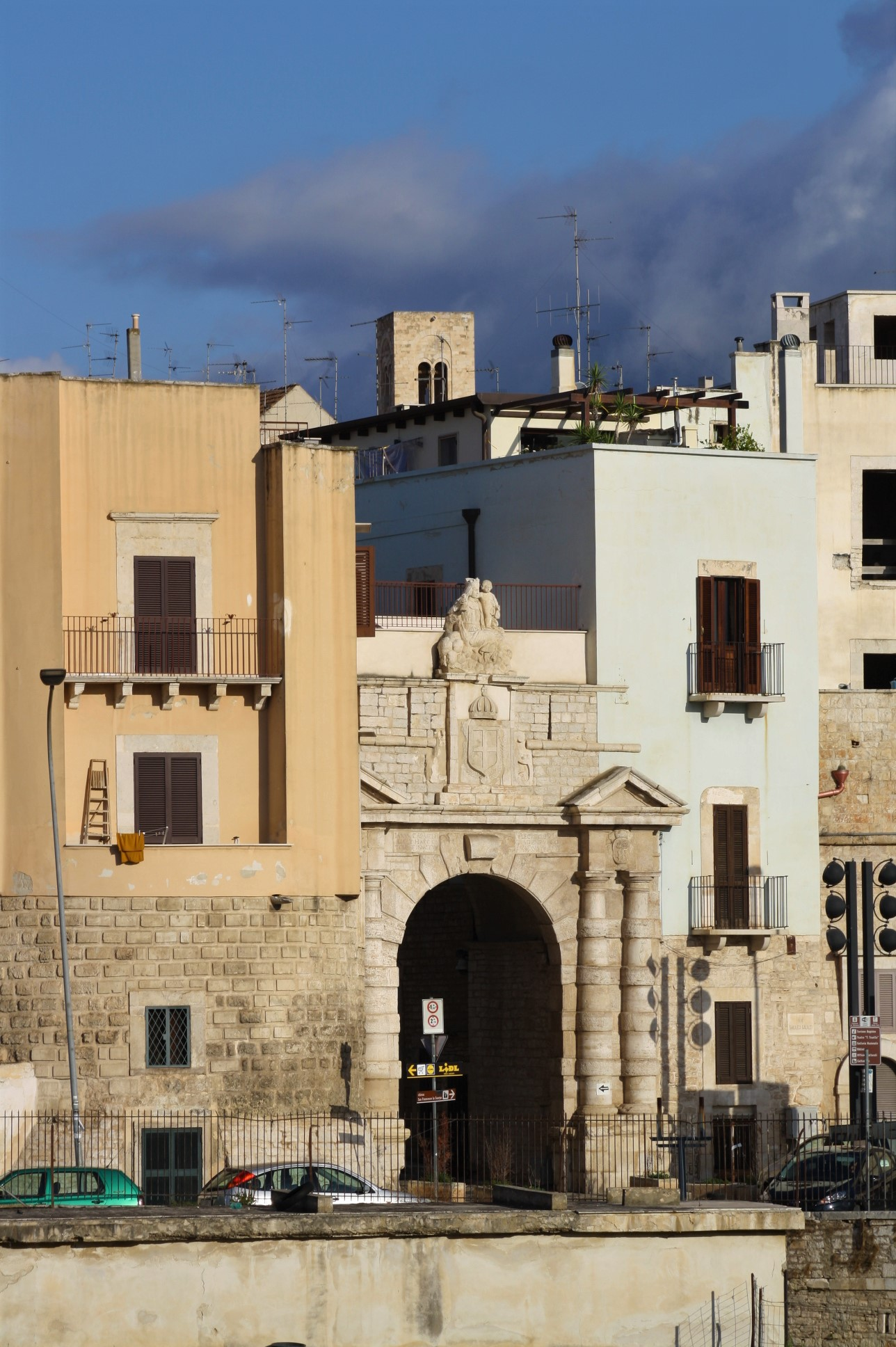
Porta del Carmine

Il nome è un'evoluzione della forma con cui era definita la lama su cui la porta si affaccia: "lama major". È detta, però, anche "del Carmine" (la stessa porta reca l'iscrizione IANUA CARMELI). Fino alla prima metà del Seicento la porta era costituita da un semplice ambiente chiuso da una volta a botte acuta, esattamente come appare dalla facciata interna. Dal 1677 la facciata esterna viene inglobata in un ricco paramento così come appare oggi. Si tratta di una coppia di colonne binate a fasce orizzontali, poggianti su piedritti e terminanti con capitelli tuscanici, che sorreggono due trabeazioni da cui si innalzano i rispettivi timpani. Con il nuovo paramento l'arco diventa semicircolare e le sue decorazioni si sovrappongono all'architrave. Nell'ambiente superiore è uno stemma dei Savoia e una statua della Madonna del Carmine. Una cornice unifica l'ambiente sovrastante al resto della struttura. Fiancheggiano la porta una torre normanna rettangolare, sulla destra, e una torre angioina cilindrica, sulla sinistra. Secondo Luigi Sylos, fino agli inizi del XVII Secolo la porta era ancora quella di epoca romana, posta probabilmente più in alto e più a est di quella attuale (dove in antichità, sempre secondo il Sylos, accoglieva la via Minucia-Traiana, biforcatasi dalla porta Robustina) e "spostata" nella sede attuale quando fu costruito il primo ponte sulla lama (il "ponte del Carmine", poi andato distrutto nell'alluvione del 1846); inoltre, sempre secondo lo storico bitontino sarebbe errata l'attribuzione della provenienza del nome della porta dal latino majora, ma più probabilmente alla divinità romana "Bona Dea" (la "Ginecea" dei greci antichi, protettrice delle mogli, che secondo Lattanzio veniva chiamata anche Maja), di cui, sempre nel periodo romano c'era un tempio sulla Appia, prima che questa giungesse a Bitonto. Il riferimento al Carmine deriva anche dal fatto che si trovasse in prossimità del convento dei Carmelitani (ora l'immobile ospita l'orfanotriofio provinciale femminile Maria Cristina di Savoia).

#### Torrione angioino

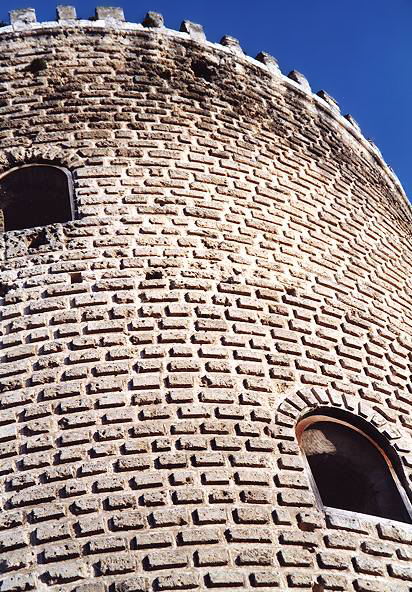
Torrione angioino.

Il torrione di Bitonto, comunemente detto torrione angioino è una torre cilindrica sorta nel XV secolo, benché in alcune fonti sia attestata la presenza di una struttura fortificata, ma non viene mai citata la torre. Un documento del 1399 della regina Margherita, consorte del re di Napoli Carlo III cita una struttura castellare, ma non specifica che si tratti di una torre. Al contrario le fonti quattrocentesche parlano di torre per la prima volta. A giudicare dal tipo di architettura, dal rivestimento a bugnato, tipicamente quattrocentesco e soprattutto dal tipo di accorgimenti ossidionali, il torrione di Bitonto va ascritto alla metà del Quattrocento. Interessante soprattutto l'antemurale zig-zagato che richiama le cortine di castelnuovo di Napoli.Il Torrione venne utilizzato come torre di avvistamento e di difesa ma ben presto i suoi sotterranei vennero adibiti a luogo di detenzione. Ha un'altezza che supera i 24 m, e un diametro di circa 16, Si divide in tre livelli e faceva parte di una piazzaforte con ventotto torri e cortine. Il basamento è composto da pietra calcarea per oltre 4 m, mentre la parte restante è realizzata in bugnato. In cima è visibile la merlatura, sempre in bugnato.
È dotata di mura spesse quasi 5 m che rende la torre molto resistente, tanto che nel 1503 il duca di Nemours definiva il torrione più forte della torre di Bruges e Montemar lo citò tra i luoghi più forti del Regno di Napoli.
L'interno è composto da tre ambienti poveri. Quella del piano terra è di pianta circolare e ci si entra da un'apertura di appena 80 cm. La copertura è a volta semisferica. Il primo piano conserva una pianta ottagonale e la copertura è formata da una volta a crociera. Il secondo piano è, infine, nuovamente di pianta circolare.
Recentemente è stata soggetta a restauri che hanno riportato alla luce l'originario fossato e ne hanno permesso l'utilizzo come sede museale.
Attualmente sono in corso dei lavori di restauro e riqualificazione del fossato, parte integrante di un progetto che rivaluterà piazza Cavour, su cui è affacciato il torrione. A giudicare dalle stgrutture ossidionali, fortemente aggiornate ai dettami albertiani e poi adeguate successivamente alle prescrizioni martiniane, il Torrione è decisamente quattrocentesco.

## Aree naturali

### Parco nazionale dell'Alta Murgia
Il comune di Bitonto fa parte del Parco nazionale dell'Alta Murgia. Le parti più interne del territorio comunale, per un totale di 1959 ettari, sono comprese entro i confini del Parco, che si estende per 68 077 ettari complessivi. La presenza animale in questo spazio di quasi 2000 ettari è caratterizzata da istrici, volpi e tassi. Ma ci sono anche rettili come lucertole sicule, vipere e bisce. Il parco ospita inoltre la più numerosa popolazione italiana della specie prioritaria falco naumanni, comunemente noto come grillaio ed è una delle più numerose dell'Unione Europea.

### Parco naturale di Lama Balice
L'area protetta, identificata come parco naturale attrezzato nel 1980 e come parco naturale regionale dal 2007, si estende per 504 ettari tra i comuni di Bari e Bitonto lungo il percorso dell'omonima lama, una delle più lunghe della provincia. Il torrente che vi scorre, chiamato un tempo Tiflis, è usualmente in secca, ma in occasione di precipitazioni più abbondanti si gonfia per l'apporto di acqua piovana. Da punto di vista naturalistico, la lama è area di sosta per l'avifauna e mantiene in ampi tratti l'originaria macchia mediterranea. I numerosi casali, chiese e masserie, oltre che i resti di epoca protostorica restituiti dalle numerose cavità naturali, attestano la continua frequentazione umana del sito, che per secoli è stato via naturale di accesso alla città di Bari.